# Rick Chartraw
Raymond Richard „Rick“ Chartraw (* 13. Juli 1954 in Caracas, Venezuela) ist ein ehemaliger US-amerikanischer Eishockeyspieler, der im Verlauf seiner aktiven Karriere zwischen 1972 und 1984 unter anderem 495 Spiele für die Canadiens de Montréal, Los Angeles Kings, New York Rangers und Edmonton Oilers in der National Hockey League auf der Position des Verteidigers bestritten hat. Chartraw gewann während seiner zehn Spielzeiten in der NHL insgesamt viermal den Stanley Cup – alle zwischen 1976 und 1979 aufeinanderfolgend mit den Canadiens de Montréal. Zudem war er der erste und bislang einzige in Venezuela geborene Spieler, der in der NHL zum Einsatz kam.

## Karriere
Chartraw wurde in der venezolanischen Hauptstadt Caracas geboren, da sein Vater in den 1950er-Jahren als Ingenieur aus den Vereinigten Staaten infrastrukturelle Aufbauhilfe in dem südamerikanischen Entwicklungsland leistete. Im Verlauf seiner Kindheit kehrte die Familie in die USA zurück und ließ sich in Erie im Bundesstaat Pennsylvania nieder, wo Chartraw das Eishockeyspielen erlernte. Später lebten die Chartraws im Süden der kanadischen Provinz Ontario. Dort spielte der gelernte Verteidiger mit Beginn der Saison 1972/73 für die Kitchener Rangers aus der Ontario Hockey Association. Chartraw absolvierte zwei Spielzeiten bei den Rangers, in denen er nach einer soliden Rookiesaison vor allem in seinem zweiten Spieljahr zu überzeugen wusste. Mit 61 Scorerpunkten aus 70 Spielen wurde der Abwehrspieler ins First All-Star Team der OHA berufen, und daraufhin im Sommer im NHL Amateur Draft 1974 bereits in der ersten Runde an zehnter Gesamtposition von den Canadiens de Montréal aus der National Hockey League ausgewählt.
Der US-Amerikaner wurde im Anschluss an den Draft umgehend von den Canadiens de Montréal unter Vertrag genommen. Er kam im Verlauf seiner ersten beiden Profijahre zunächst vermehrt bei Montréals Farmteam, den Nova Scotia Voyageurs, aus der American Hockey League zum Einsatz. Im hochkarätig besetzten Abwehrverband des NHL-Kaders der Canadiens um Guy Lapointe, Serge Savard und Larry Robinson konnte er sich zunächst nicht behaupten und absolvierte nur sporadisch einige Einsätze für das Team. Dennoch gewann er am Ende der Stanley-Cup-Playoffs 1976 seinen ersten Stanley Cup mit den Franko-Kanadiern. Ab dem Beginn der Saison 1976/77 gelang es Chartraw einen Stammplatz in der NHL zu ergattern. Er füllte dort nicht die ihm zugedachte offensive Rolle aus der OHA und AHL aus, sondern wurde zumeist im dritten Verteidigerpaar oder als rechter Flügelstürmer eingesetzt. Als Stammkraft ließ er zwischen 1977 und 1979 drei weitere Stanley-Cup-Erfolge mit den Canadiens folgen.
Nach insgesamt siebeneinhalb Jahren im Franchise der Canadiens de Montréal wurde Chartraw Mitte der Saison 1980/81, als er aufgrund von chronischen Rückenproblemen nicht mehr so zum Zug kam, im Tausch für ein Zweitrunden-Wahlrecht im NHL Entry Draft 1983 an die Los Angeles Kings abgegeben. Bei den Kaliforniern beendete Chartraw die Spielzeit und war in der Saison 1981/82 sowohl für die Kings in der NHL als auch deren AHL-Farmteam New Haven Nighthawks zu gleichen Teilen aktiv. Im Verlauf der Saison 1982/83 wurde der Defensivakteur im Januar 1983 von der Waiver-Liste von den New York Rangers ausgewählt, die damit seinen laufenden Vertrag übernahmen. Für die Rangers bestritt Chartraw bis zum Januar des folgenden Jahres lediglich 30 Spiele, ehe er im Tausch für ein Neuntrunden-Wahlrecht im NHL Entry Draft 1984 an die Edmonton Oilers abgegeben wurde. Im Franchise der Oilers lief der US-Amerikaner sowohl für den Kooperationspartner Tulsa Oilers aus der Central Hockey League als auch die Edmonton Oilers selbst auf. Nachdem die Oilers am Ende der Stanley-Cup-Playoffs 1984 den Stanley Cup – zu dessen Siegerteam Chartraw nicht von offizieller Seite zählt – gewonnen hatten, beendete der US-Amerikaner im Alter von 30 Jahren seine aktive Karriere.

### International
Für sein Heimatland nahm Chartraw mit der US-amerikanischen Nationalmannschaft am Canada Cup 1976. Dort kam der Verteidiger in fünf Spielen zum Einsatz, in denen er punktlos blieb. Am Turnierende belegte er mit den US-Amerikanern den fünften Platz.

## Erfolge und Auszeichnungen
| - 1974 OHA First All-Star Team - 1975 AHL First All-Star Team - 1976 Stanley-Cup-Gewinn mit den Canadiens de Montréal | - 1977 Stanley-Cup-Gewinn mit den Canadiens de Montréal - 1978 Stanley-Cup-Gewinn mit den Canadiens de Montréal - 1979 Stanley-Cup-Gewinn mit den Canadiens de Montréal |

## Karrierestatistik

### International
Vertrat USA bei:
- Canada Cup 1976

(Legende zur Spielerstatistik: Sp oder GP = absolvierte Spiele; T oder G = erzielte Tore; V oder A = erzielte Assists; Pkt oder Pts = erzielte Scorerpunkte; SM oder PIM = erhaltene Strafminuten; +/− = Plus/Minus-Bilanz; PP = erzielte Überzahltore; SH = erzielte Unterzahltore; GW = erzielte Siegtore; 1 Play-downs/Relegation; Kursiv: Statistik nicht vollständig)